# Distrikt Mariscal Castilla (Concepción)
Der Distrikt Mariscal Castilla (mariscal spanisch für „Marschall“) liegt in der Provinz Concepción in der Region Junín in Zentral-Peru. Der Distrikt wurde am 7. November 1955 gegründet. Benannt wurde der Distrikt nach Ramón Castilla, viermaliger Präsident der Republik Peru.
Der Distrikt hat eine Fläche von 56,3 km². Beim Zensus 2017 wurden 1467 Einwohner gezählt. Im Jahr 1993 lag die Einwohnerzahl bei 1441, im Jahr 2007 bei 1509. Sitz der Distriktverwaltung ist die 2550 m hoch gelegene Ortschaft Mucllo mit 380 Einwohnern (Stand 2017). Mucllo befindet sich 41 km nordöstlich der Provinzhauptstadt Concepción.

## Geographische Lage
Der Distrikt Mariscal Castilla liegt in der peruanischen Zentralkordillere im Nordosten der Provinz Concepción. Der Río Tulumayo, rechter Quellfluss des Río Chanchamayo, durchquert den Distrikt in nördlicher Richtung.
Der Distrikt Mariscal Castilla grenzt im Westen an den Distrikt Cochas, im äußersten Nordwesten an den Distrikt Monobamba (Provinz Jauja) sowie im Nordosten und im Südosten an den Distrikt Comas.

## Ortschaften
Im Distrikt gibt es neben dem Hauptort folgende größere Ortschaften:
- Mamac (359 Einwohner)